# Dura lex (film)
Pour les articles homonymes, voir Dura lex.
Pour plus de détails, voir Fiche technique et Distribution.
Dura lex (en russe : По закону, Po zakonou), également intitulé Selon la loi, est un film soviétique réalisé par Lev Koulechov en 1926.

## Synopsis
Au Klondike, cinq mineurs exploitent fructueusement un filon de métal précieux. Dennine, découvreur du filon, tue deux de ses camarades qui le traitaient comme un serviteur. Les deux autres mineurs, Edith et son mari, n'ont pas eu le temps de maîtriser Dennine. À cause du dégel, ils ne peuvent le livrer à la police et décident de le juger eux-mêmes. La sentence tombe, Dennine est condamné à mort. Ses deux justiciers le pendent, mais, la corde casse...

## Fiche technique
- Réalisation : Lev Koulechov
- Scénario : Lev Koulechov et Victor Chklovski, d'après la nouvelle de Jack London Imprévu (The Unexpected)
- Musique originale : Robert Israel
- Photographie : Konstantin Kuznetsov
- Décors : Isaak Makhlis
- Société de production : Goskino
- Pays d'origine :  Union soviétique
- Langue originale :  russe (cartons)
- Format : noir et blanc - muet
- Année de sortie : 1926

## Distribution
- Aleksandra Khokhlova : Edith
- Sergueï Komarov : Hans, son mari
- Vladimir Fogel : Dennine
- Porfiri Podobed : Detchi
- Piotr Galadjev : Kherke